# Pazyryk

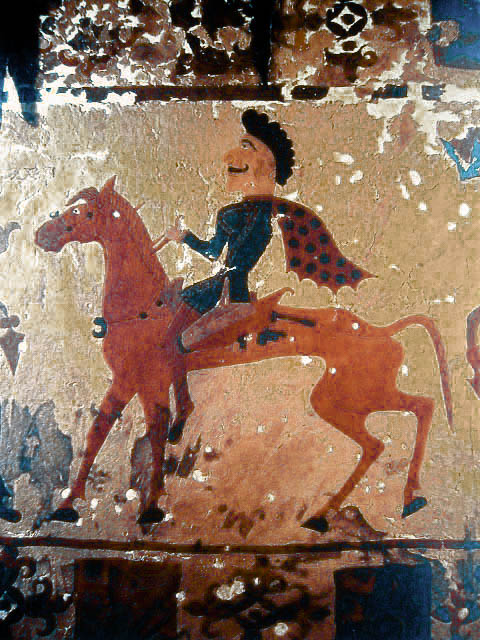
Cavalier, Pazyryk, env. 400 av. J.-C.

Pazyryk est le nom local d'une vallée en fédération de Russie dans les monts Altaï en Sibérie, à la sortie du village de Balyktouïoul dans le raïon d'Oulagan, dans le Haut-Altaï, à proximité des frontières avec la Chine, le Kazakhstan, et la Mongolie. Cette vallée où se trouvent des tumulus a donné son nom à la culture, dont on a depuis trouvé des éléments dans d'autres zones, dont le plateau de l'Oukok.

## Description et historique
Elle fait partie du plateau de l'Oukok, où de nombreux tumuli (tombes sous forme de tertres faits de rondins de bois recouverts de cairns de pierre), datant de l'âge du bronze, ont été retrouvés. En Russie, ces tumuli sont appelés kourganes — un mot d'origine turque — les sépultures scythes de Pazyryk ont consacré le mot kurgan pour désigner de telles sépultures.
Certaines tombes ont été fouillées par l'archéologue Sergueï Roudenko, à partir des années 1920.
Alors que de nombreuses tombes ont été pillées dans les premiers temps, Roudenko a extrait des chevaux enterrés, des selles de tissu, des tapis de laine, dont un des plus vieux tapis du monde daté du Ve siècle av. J.-C. (appelé tapis de Pazyryk), et d'autres objets splendides qui avaient échappé aux ravages du temps ; dans d'autres kurgans, on a découvert des vestiges très bien préservés. Par la suite, Natalia Polosmak y fait la découvert de la princesse de l'Altaï.
Les corps étaient conservés en utilisant la technique de la momification, et étaient aussi congelés dans la glace formée dans les tombes à la suite d'une inondation.
Ils étaient placés dans des cercueils taillés dans des troncs de mélèze (le mélèze avait peut être une signification sacrée), et étaient parfois accompagnés de concubines et de chevaux, sacrifiés au moment de la mort.
Le rassemblement de tombes dans la même zone implique une signification rituelle pour ces peuples, qui transportaient visiblement leurs chefs sur de longues distances avant de les enterrer.